# Oi Khodyt Son Kolo Vikon
Oy Khodyt Son Kolo Vikon è una ninna nanna tradizionale ucraina. George Gershwin si ispirò probabilmente a questa canzone per scrivere l'aria Summertime. La canzone è stata cantata da Tiziana Tosca Donati nel 2022 per dimostrare vicinanza a Kiev durante l'invasione russa.

## Testo e melodia
Esistono molte versioni sia del testo che della melodia ed è possibile tradurre il testo in italiano come "Un sogno che passa davanti alla finestra". 
C'è un sogno che passa davanti alla finestra,
e il sonno è lì davanti alla recinzione.
Il Sogno chiede al Sonno:
"Dove passeremo la notte?"
Dove la casa è calda,
Dove la casa è piccola,
Lì andremo,
e culleremo il bambino per farlo addormentare.
Lì dormiremo,
e canteremo al bambino:
Dormi, dormi, mio piccolo falco,
Dormi, dormi, mia piccola colomba.